# Klitoría
Klitoría (grec moderne : Κλειτορία) est une localité située dans le dème de Kalávryta, dans le district régional d'Achaïe, dans la périphérie de Grèce-Occidentale, en Grèce.
Selon le recensement de 2021, elle compte 624 habitants.
Les vestiges archéologiques de la cité antique de Cleitor sont situés à proximité de la localité.